# Krešimir Ledinski
Krešimir Ledinski (3. srpnja 1990.), hrvatski reprezentativni rukometaš
Igrač Varteksa.
S mladom reprezentacijom 2009. osvojio je zlato na svjetskom prvenstvu.  Hrvatska mlada reprezentacija za taj uspjeh dobila je Nagradu Dražen Petrović.
Zbog prejake konkurencije u hrvatskoj reprezentaciji nije mogao dobiti prigodu igrati u prvoj postavi seniorske reprezentacije. U međuvremenu je prestao igrati.